# Vera Mouratova
Pour les articles homonymes, voir Mouratov.
Vera Mouratova (en russe : Вера Муратова), née le 3 juillet 1980 à Samarcande (RSS d'Ouzbékistan), est une haltérophile handisport russe d'origine ouzbèke concourant en -79 kg. Après une quatrième place aux Jeux de 2012, elle monte sur la troisième marche du podium en 2020.

## Carrière
Après avoir eu la jaunisse très jeune, elle grandit avec un système immunitaire faible et attrape la poliomyélite qui lui fait perdre l'usage de ses jambes.
Pour ses premiers Jeux en 2020, Muratova termine au pied du podium en -57 kg avec une barre à 111 kg.
En juin 2021, elle établit un nouveau record du monde en -79 kg en soulevant une barre à 143 kg. Quelques semaines plus tard, elle monte sur la troisième marche du podium derrière la Nigériane Bose Omolayo et l'Ukrainienne Natalia Oleinik. Aux Mondiaux en décembre, elle rafle l'argent derrière la Nigériane Omolayo une nouvelle fois.